# Teden Mengi
Teden Mambuene Mengi (30 april 2002) is een Engels voetballer van Angolese afkomst die doorgaans als verdediger speelt. Hij verruilde Manchester United in augustus 2023 voor Luton Town.

## Carrière
Mengi speelde van 2009 tot en met 2019 in de jeugdopleiding van Manchester United. Hij maakte op 5 augustus 2020 zijn officiële debuut in het eerste elftal, tijdens een wedstrijd in de Europa League tegen LASK. Hij mocht toen in de 84e minuut mocht invallen voor Timothy Fosu-Mensah. Manchester United verhuurde Mengi in februari 2021 voor het restant van het seizoen Derby County. Hiervoor speelde hij negen wedstrijden in de Championship. Vanwege een hamstringblessure keerde hij in april 2021 vervroegd terug naar Manchester. Na nog een halfjaar in Manchester United –23 bracht Mengi de tweede seizoenshelft van 2021/22 op huurbasis door bij Birmingham City. Ook hiervoor speelde hij negen wedstrijden in de Championship en ook hier maakte een hamstringblessure een einde aan zijn inzetbaarheid. Mengi bracht de eerste helft van 2022/23 door bij Manchester United –21, tot hij in december 2022 ruim vier maanden aan de kant kwam te staan. Opnieuw waren hamstringklachten het euvel. Mengi verliet Manchester United in augustus 2023 definitief om te tekenen bij Luton Town. Dat promoveerde in het voorgaande jaar voor het eerst in de clubhistorie naar de Premier League.

## CLubstatistieken
| Seizoen     | Club              | Land              | Competitie     | Competitie | Competitie | Beker | Beker | Europees | Europees | Totaal | Totaal |
| Seizoen     | Club              | Land              | Competitie     | Wed.       | Dlp.       | Wed.  | Dlp.  | Wed.     | Dlp.     | Wed.   | Dlp.   |
| ----------- | ----------------- | ----------------- | -------------- | ---------- | ---------- | ----- | ----- | -------- | -------- | ------ | ------ |
| 2019/20     | Manchester United | Vlag van Engeland | Premier League | 0          | 0          | 0     | 0     | 1        | 0        | 1      | 0      |
| Club Totaal | Club Totaal       | Club Totaal       | Club Totaal    | 0          | 0          | 0     | 0     | 1        | 0        | 1      | 0      |
| 2020/21     | →Derby County     | Vlag van Engeland | Championship   | 9          | 0          | 0     | 0     | -        | -        | 9      | 0      |
| Club Totaal | Club Totaal       | Club Totaal       | Club Totaal    | 9          | 0          | 0     | 0     | 0        | 0        | 9      | 0      |
| 2021/22     | Manchester United | Vlag van Engeland | Premier League | 0          | 0          | 0     | 0     | 1        | 0        | 1      | 0      |
| Club Totaal | Club Totaal       | Club Totaal       | Club Totaal    | 0          | 0          | 0     | 0     | 1        | 0        | 2      | 0      |
| TOTAAL      | TOTAAL            | TOTAAL            | TOTAAL         | 9          | 0          | 0     | 0     | 2        | 0        | 11     | 0      |

Bijgewerkt op 11 mei 2021.

## Interlandcarrière
Mengi kwam uit voor verschillende Engelse nationale jeugdselecties van Engeland –15 tot en met Engeland –20. Hij maakte deel uit van Engeland –17 op het EK –17 van 2019.
1 Shea ·
2 Walters ·
3 Bell ·
4 Lockyer  ·
5 Andersen ·
6 McGuinness ·
7 Moses ·
8 Krauß ·
9 Morris ·
10 Woodrow ·
11 Adebayo ·
13 Nakamba ·
14 Chong ·
15 Mengi ·
16 Burke ·
17 Mpanzu ·
18 Clark ·
19 Brown ·
20 Walsh ·
23 Krul ·
24 Kaminski ·
25 Taylor ·
26 Baptiste ·
27 Hashioka ·
29 Holmes ·
45 Doughty ·
Coach: Edwards